# Uccisione di san Pietro martire
Uccisione di san Pietro martire è un dipinto di Giovanni Bellini. Eseguito probabilmente verso il 1507, è conservato nella National Gallery di Londra.

## Descrizione
Si tratta di un dipinto raffigurante il martirio dell'inquisitore domenicano Pietro da Verona, eseguito probabilmente con aiuti. Alcune analisi ai raggi X hanno rivelato un pentimento nella figura dell'assassino del santo, originariamente dipinto in una posizione più eretta. I boscaioli in secondo piano sono intenti ad abbattere alberi, in una scena che ricorda le modalità di uccisione del santo. Alcuni disegni preparatori furono riutilizzati dalla bottega del maestro per la realizzazione di una seconda versione dell'opera, conservata al Courtauld Institute di Londra.